# Eodendrus petiolatus
Eodendrus petiolatus är en stekelart som beskrevs av Sergey A. Belokobylskij och Chen 2005. Eodendrus petiolatus ingår i släktet Eodendrus och familjen bracksteklar. Inga underarter finns listade i Catalogue of Life.